# Aspronema dorsivittatum
Aspronema dorsivittatum — вид сцинкоподібних ящірок родини сцинкових (Scincidae). Мешкає в Південній Америці.

## Поширення і екологія
Aspronema dorsivittatum широко поширені на південному сході Бразилії, на півдні Болівії, на півночі і в центрі Аргентини, в Парагваї і Уругваї. Вони живуть в різноманітних природних середовищах, зокрема в пампі та в степах аргентинського еспіналю, в чагарникових заростях і рідколіссях Чако, в саванах Монте, в лісах Парана, на приберережних дюнах та серед скель.